# 忘れられない日々
「忘れられない日々」（わすれられないひび）は、ガガガSPの8thシングル。2004年8月18日発売。発売元はソニー・ミュージック・レコーズ。

## 収録曲＆解説
1. 忘れられない日々
  - 作詞・作曲：コザック前田
  - 以後、アルバム『無責任一家総動員』や『ガガガSPベストアルバム』にも収録された。
  - PVでは、森三中が出演している。ガガガSPと森三中が飲み会をしている映像である。
2. 旅
  - 作詞・作曲：山本聡
  - 山本聡が初めて作詞・作曲した曲である。
3. あたたかい月
  - 作詞・作曲：前田泰伸
  - コザック前田のソロアルバム『東須磨は夕方6時』に収録されているものをリメイクしたもの。